# Cơ nhị đầu cánh tay
Cơ nhị đầu cánh tay (trong thể hình hay gọi là cơ bắp tay trước, tiếng Anh: biceps; tiếng Latinh: musculus biceps brachii) là một cơ lớn nằm ở vùng cánh tay trước, giữa vai và khuỷu tay. Cả hai đầu của cơ có nguyên ủy nằm trên xương vai, hòa vào nhau để tạo thành một bụng cơ duy nhất tận cùng ở cẳng tay. Cơ nhị đầu đi qua vai và khớp khuỷu, chức năng chính của nó là vận động khuỷu tay: co cẳng tay và xoay trong cẳng tay. Cử động này tựa như các thao tác để mở chai rượu: ban đầu cơ sẽ xoay trong để vặn nút chai, sau đó cơ co lại để kéo mạnh nút chai ra.

## Cấu trúc

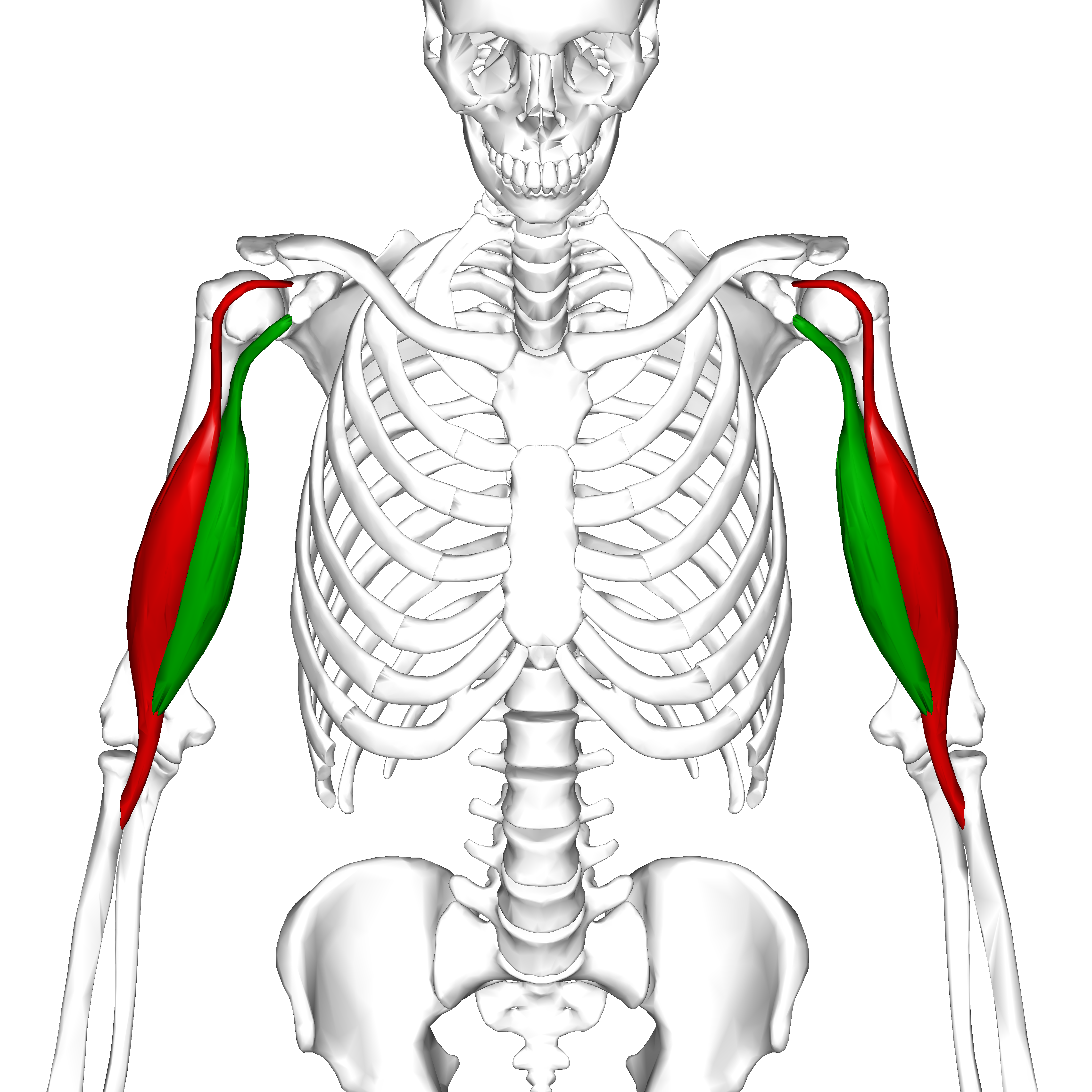
Vị trí cơ nhị đầu cánh tay. Hai màu là hai bó khác nhau tạo nên cơ.
Đầu ngắn
Đầu dài

Cơ nhị đầu cánh tay là một trong ba cơ ở ô cánh tay trước, cùng với cơ cánh tay và cơ quạ - cánh tay. Cơ nhị đầu cánh tay có hai đầu, đầu ngắn và đầu dài có nguyên ủy lần lượt là mỏm quạ và củ trên ổ chảo xương vai. Từ nguyên ủy trên ô chảo, đầu dài đi qua khớp vai và đi trong rãnh cơ nhị đầu của xương cánh tay. Từ nguyên ủy là mỏm quạ, gân của đầu ngắn chạy liền kề với gân của cơ quạ - cánh tay (gân liên hợp). Không giống như các cơ khác trong ô cánh tay trước, cơ nhị đầu cánh tay đi qua hai khớp, đó là khớp vai và khớp khuỷu.
Cả hai đầu của cơ nhị đầu cánh tay hòa vào nhau để một khối cơ duy nhất, thường ở vị trí gần phần bám tận của cơ delta để tạo thành bụng cơ chung, mặc dù một số nghiên cứu giải phẫu đã chứng minh rằng các cơ bụng vẫn có cấu trúc sợi riêng biệt. Ở đầu xa, hai đầu xoay 90 độ ra ngoài trước khi bám vào lồi củ xương quay. Trẽ cân cơ nhị đầu cánh tay, là một cân cơ bám vào phần trụ của mạc cánh tay sâu.
Gân bám vào lồi củ xương quay được túi cơ nhị đầu - lồi củ xương quay (bicipitoradial bursa) bao quanh một phần hoặc hoàn toàn, đảm bảo chuyển động không ma sát giữa gân cơ nhị đầu cánh tay và đầu gần xương quay trong khi xoay ngoài và xoay trong cẳng tay.

### Biến thể
Cơ nhị đầu cánh tay là một trong những cơ có nhiều biến thể giải phẫu nhất của cơ thể người. 10% trường hợp có đầu thứ ba với nguyên ủy từ xương cánh tay (biến thể bình thường), phát sinh gần chỗ bám tận của cơ quạ - cánh tay và hòa vào đầu ngắn. Có trường hợp hiếm gặp, đó là cơ có tới bốn, năm và thậm chí bảy đầu.
Một nghiên cứu cho thấy số lượng tử thi phụ nữ có đầu thứ ba của cơ nhị đầu cánh tay cao hơn.
Gân cơ nhị đầu cánh tay ở phía xa tách biệt hoàn toàn trong 40% và chia đôi trong 25% trường hợp.

### Chi phối thần kinh
Cơ nhị đầu cánh tay cùng 2 cơ khác của ô cánh tay trước chi phối bởi thần kinh cơ bì. Các sợi của thần kinh sống cổ C5, C6, C7 tạo nên thần kinh cơ bì, chi phối cho cơ nhị đầu cánh tay.

## Chức năng
Cơ nhị đầu cánh tay hoạt động dựa trên ba khớp. Chức năng quan trọng nhất là xoay ngoài cẳng tay và gập khuỷu tay. Bên cạnh đó, đầu dài cơ nhị đầu cánh tay ngăn cản xương cánh tay dịch chuyển lên trên.

## Ý nghĩa lâm sàng

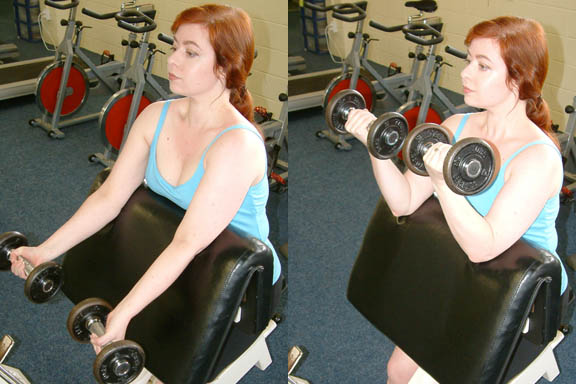
Ngồi cuốn tạ đòn (Preacher curl) là một bài tập phổ biến cho cơ nhị đầu cánh tay

Gân vị trí gần của cơ nhị đầu cánh tay hay liên quan đến bệnh lý, thường là nguyên nhân của chứng đau vai trước. Các rối loạn gân cơ nhị đầu cánh tay ở vị trí xa gồm viêm gân bám tận, viêm gan một phần hoặc hoàn toàn. Rách cơ một phần gây bởi đau và to gân bất thường. Rách cơ hoàn toàn xuất hiện khi gân cơ nhị đầu cánh tay bị bong ra khỏi phần bám tận xương quay, có thể nghe thấy tiếng "pop", sờ thấy được, chỗ bong gân đau và sưng mô mềm ngay lập tức.
Một khối mô mềm có thể xuất hiện ở bờ trước cánh tay, gọi là biến dạng Reverse Popeye, làm giảm sức mạnh khi gấp khuỷu tay và cẳng tay.

### Đứt gân

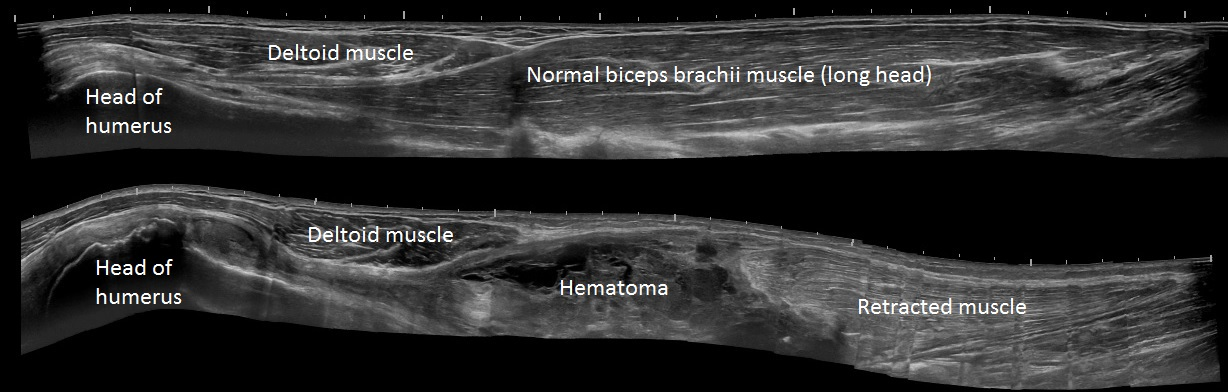
Siêu âm toàn cảnh bong gân cơ nhị đầu cánh tay ở vị trí gần (tương ứng với chỗ gần vai hơn).

Rách cơ nhị đầu cánh tay xảy ra khi hoạt động thể thao, tuy nhiên chấn thương gân cơ nhị đầu cánh tay ở đầu xa thường là tai nạn lao động, khi gấp mạnh cơ khi nâng bê đồ vật.
Điều trị rách cơ nhị đầu cánh tay phụ thuộc vào mức độ nghiêm trọng của chấn thương. Trong hầu hết các trường hợp, cơ sẽ lành theo thời gian mà không cần phẫu thuật tạo hình. Sư dụng biện pháp chườm lạnh và thuốc chống viêm sẽ giảm đau và giảm sưng. Chấn thương nặng đòi hỏi phải phẫu thuật và vật lý trị liệu hậu phẫu nhằm hồi phục sức mạnh và chức năng của cơ. Phẫu thuật kiểu này thường được dùng cho các vận động viên chuyên nghiệp, những người cần hồi phục hoàn toàn trong thời gian ngắn.

### Luyện tập cơ
Tăng cường sức mạnh cho cơ nhị đầu cánh tay bằng cách tập tạ (Weight training) và tập sức mạnh (resistance training). Ví dụ: bài hít xà ngược tay (chin-up) và cuốn tạ cơ tập tay trước (biceps curl).

## Từ nguyên
Trong tiếng Anh bicep [sic] được sử dụng từ năm 1939, ở dạng số nhiều thì thêm đuôi -s. . Thuật ngữ tiếng Việt, nhị là hai, chỉ hai đầu ứng với hai nguyên ủy khác nhau của cơ.

## Loài khác

### Người Neanderthal
Ở người Neanderthal, lồi củ xương quay lớn hơn so với người hiện đại, do đó có khả năng xoay ngoài tay với phạm vi rộng hơn. Có thể họ không cần cơ xoay ngắn trợ giúp, và động tác ném khác so với người hiện đại.

## Hình ảnh bổ sung

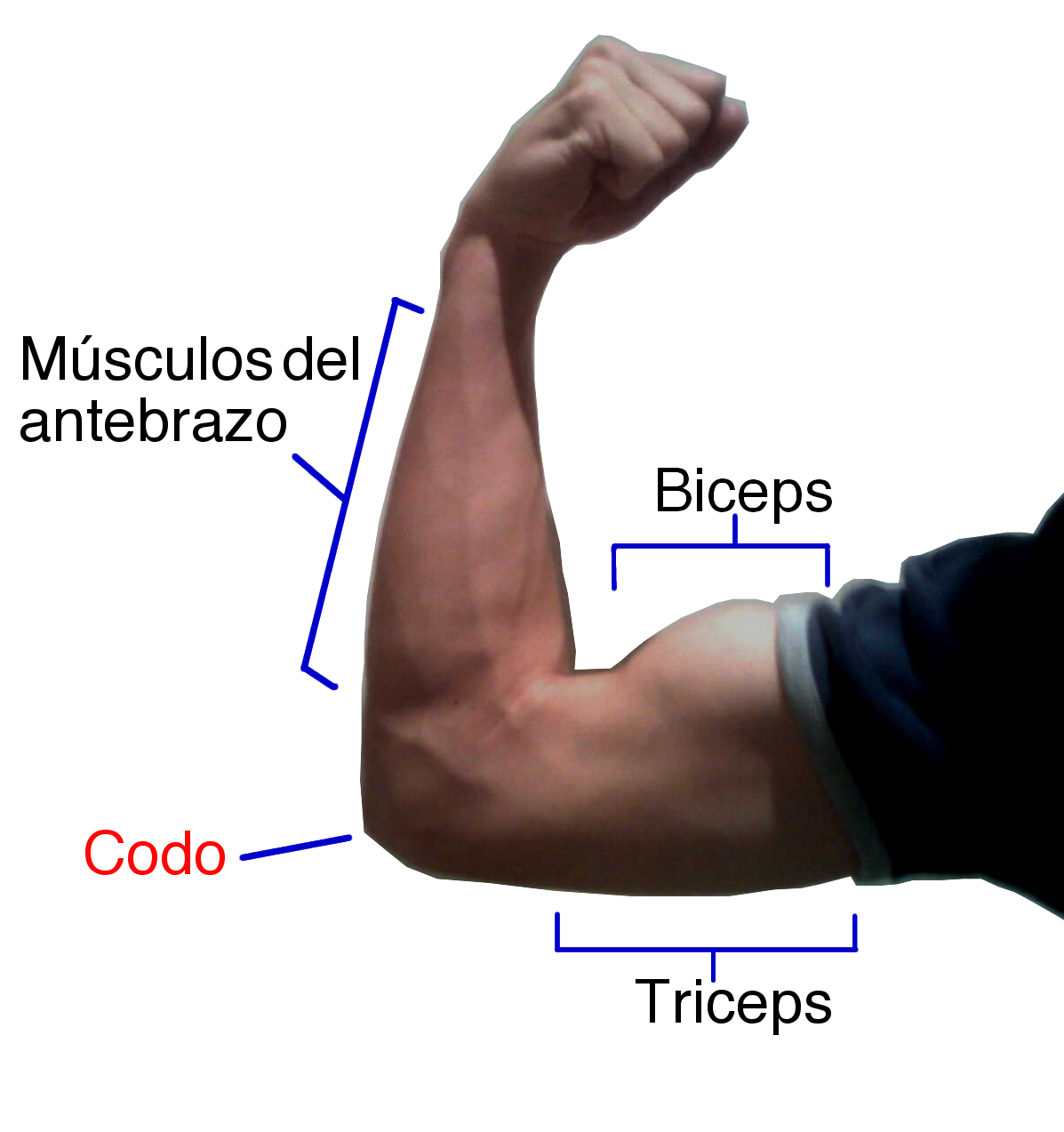
Cơ nhị đầu (biceps) và cơ tam đầu (triceps).
Chuyển động của cơ nhị đầu và cơ tam đầu khi cánh tay gập
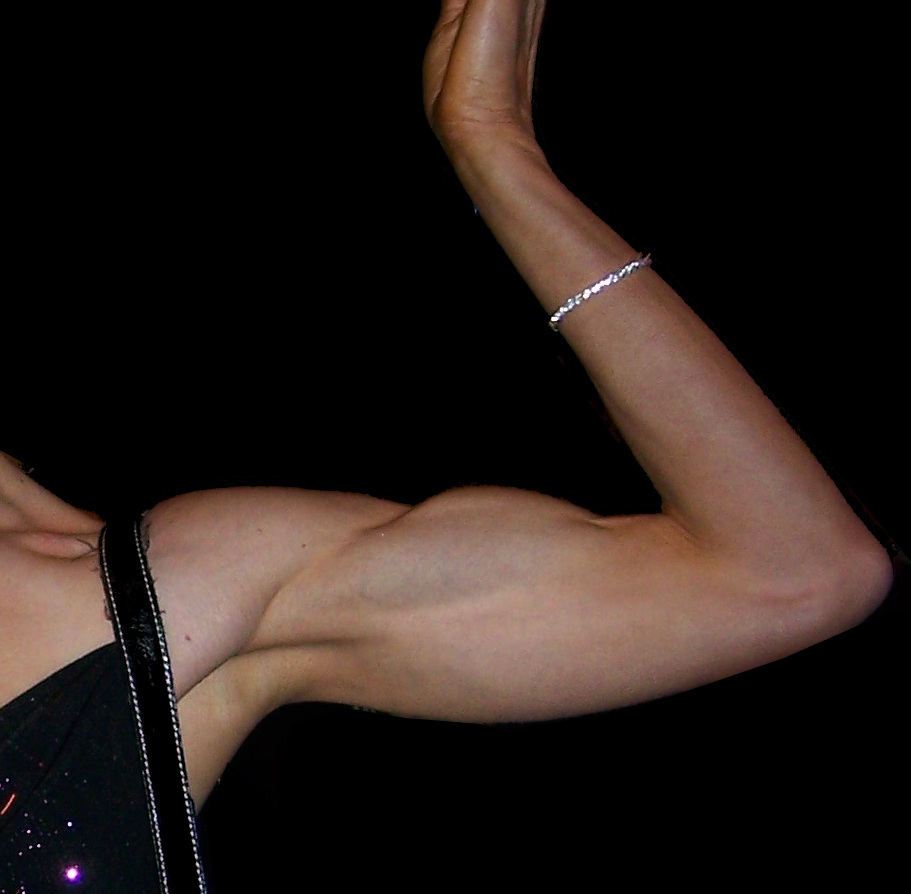
Đường phân chia đầu dài và đầu ngắn